# Egidyella arcana
Egidyella arcana là một loài bọ cánh cứng trong họ Dermestidae. Loài này được Beal & Zhantiev miêu tả khoa học năm 2001.